# Polyrhachis exercita
Polyrhachis exercita är en myrart som först beskrevs av Walker 1859.  Polyrhachis exercita ingår i släktet Polyrhachis och familjen myror.

## Underarter
Arten delas in i följande underarter:
- P. e. exercita
- P. e. lucidiventris
- P. e. obtusisquama
- P. e. rastrata